# Stephen Schwartz

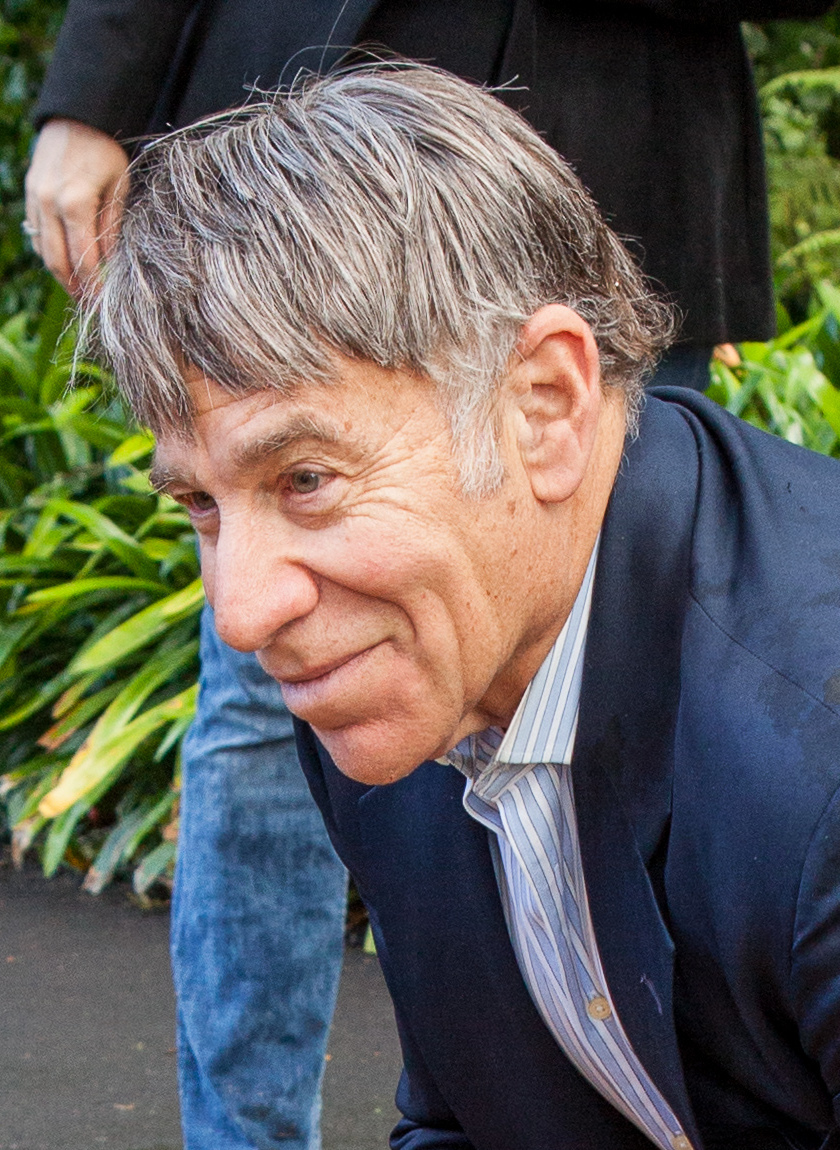
Stephen Schwartz (2018)

Stephen Schwartz (* 6. März 1948 in New York) ist ein US-amerikanischer Musical-Komponist und -Autor.

## Leben
Stephen Schwartz studierte Klavier und Komposition an der Juilliard School of Music und machte 1968 einen Abschluss in Drama an der Carnegie Mellon University.
In New York begann er eine Tätigkeit als Produzent für RCA Records, widmete sich aber bald der Arbeit an den Bühnen des Broadway. Sein erster Erfolg war der Titelsong des Theaterstücks Butterflies Are Free, der auch in der Filmversion verwendet wurde.
1971 schrieb er die Musik und neue Songtexte für das Musical Godspell, wofür er zahlreiche Preise, darunter zwei Grammys erhielt. In der Folgezeit schrieb er gemeinsam mit Leonard Bernstein die englischen Texte zu Bernsteins Mass.
Weitere Musical-Shows sind Pippin, The Magic Show und The Baker’s Wife.
Nach einigen weiteren Projekten schrieb Schwartz 1991 Musik und Texte des erfolgreichen Musicals Children of Eden. Danach begann seine Arbeit als Filmkomponist für Disney-Produktionen, wo er gemeinsam mit Alan Menken die Filmmusik zu dem Zeichentrickfilm Pocahontas (wofür er 2 Oscars erhielt) und Der Glöckner von Notre Dame schrieb. Er steuerte außerdem einige Songs zu Der Prinz von Ägypten bei, für den Song When You Believe erhielt er einen weiteren Oscar.
2003 kehrte Schwartz an den Broadway zurück und produzierte dort das Musical Wicked – Die Hexen von Oz, das auf Gregory Maguires Roman Wicked: The Life and Times of the Wicked Witch of the West basiert. Schwartz erhielt einen Grammy Award für seine Arbeit als Komponist/Textdichter und Produzent zu dem daraus entstandenen Album.
Im April 2008 wurde Schwartz mit einem Stern auf dem Hollywood Walk of Fame geehrt. Schwartz ist mit Carole Piasecki seit 1969 verheiratet und hat zwei Kinder.

## Werke
| - 1969: Butterflies Are Free (Titelsong) - 1971: Godspell (Texte und Musik) - 1972: Pippin (Texte und Musik) - 1974: The Magic Show (Texte und Musik) - 1976: The Baker's Wife (Texte und Musik) - 1978: Working (Adaptation, 4 Songs) - 1985: Personals (Musik, 3 Songs) - 1986: The Trip (Kindermusical – Texte und Musik) - 1986: Rags (Texte) - 1991: Children of Eden (Texte und Musik) - 1999: Der Glöckner von Notre Dame (Texte) - 2003: Wicked – Die Hexen von Oz (Texte und Musik) - 2004: Hans Christian Andersen: My Fairytale (Buch Philip Lazebnik) - 2005: Snapshots - 2016: Schikaneder | - 1995: Pocahontas - 1996: Der Glöckner von Notre Dame (The Hunchback of Notre Dame) - 1998: Der Prinz von Ägypten (The Prince of Egypt, Texte und Musik) - 2007: Verwünscht (Enchanted) - 2024: Wicked - 1971: Mass (Englische Texte in Zusammenarbeit mit Leonard Bernstein) - 1977: The Perfect Peach (Kinderbuch) - 2000: Geppetto (Fernsehfilm – Texte und Musik) - 2005: Thiruvasagam – Englische Übersetzungen ausgewählter Verse des tamilischen Gesangs auf Lord Siva von Manickavasagar. Musik von Ilaiyaraaja - 2009: Séance on a Wet Afternoon (Oper; Texte nach dem Roman und Film An einem trüben Nachmittag und Musik) |